# Parc national Cañón del Río Blanco
Le parc national Cañón del Río Blanco (espagnol : Parque nacional Cañón del Río Blanco) est un parc national du Mexique situé dans l'État de Veracruz, et fait partie du massif montagneux de la Sierra Madre orientale, ainsi que du bassin versant de la rivière Río Blanco, affluent nord du fleuve Río Papaloapan. Situé dans la région Las Montañas de l'État de Veracruz, il occupe notamment une large partie partie de la municipalité de Huiloapan de Cuauhtémoc. Son altitude oscille entre 1200 et 2500 mètres
Il a une superficie de 556,9 km2 et a été créée le 22 mars 1938. Il est administré par la Comisión Nacional de Áreas Naturales Protegidas.